# تجمعات اعتراضی زیست‌محیطی ۱۳۹۲ اراک
تجمعات اعتراضی زیست‌محیطی ۱۳۹۲ اراک، سلسله تجمع‌های مردمی در اعتراض به آلودگی هوای شهر اراک است. این تجمعات به مدت ۱۸ هفته متوالی (از خرداد ۱۳۹۲ تا آبان همان سال)، در روز شنبه و در میدان مرکزی شهر (باغ ملی) برگزار شد. با اینکه تجمعات برگزار شده به صورت خودجوش و مسالمت‌آمیز انجام گردید، اما در برخی از اجتماعات حضور گسترده مأموران نیروی انتظامی وجود داشت. علت این تجمعات اعتراض به بی‌توجهی مسئولین نسبت به آلودگی هوای اراک بوده‌است.
معترضان اعلام کرده بودند که تا رفع مشکل آلودگی هوای اراک و پاسخ‌گویی مسئولان شنبه هر هفته تجمع اعتراضی آرام خود را برگزار خواهند کرد.
برگزاری ۱۸ هفته متوالی از اعتراضات، موجب شد تا روزنامه الشرق الاوسط مردم شهر اراک را ثابت قدم‌ترین مردم ایران در زمینه اعتراض به مسائل زیست‌محیطی معرفی کند.
برگزاری تجمعات با بازتاب گسترده‌ای در شبکه‌های اجتماعی و فضای مجازی داشت.

## پیش زمینه
اراک در زمره ۸ کلان‌شهر آلوده کشور قرار دارد. سهم منابع ثابت (صنایع و کارخانه‌ها) در آلودگی هوای اراک ۵۰ درصد و سهم منابع متحرک (خودروها و وسایل نقلیه) ۴۵ درصد اعلام شده‌است. در برخی از روزها آلودگی هوا به حدی می‌رسد که از مرز هشدار فراتر می‌رود، طوری‌که در سال ۹۱ تعداد روزهای ناسالم ۱۸۵ روز و در ۴ ماهه اول سال ۹۲ تعداد روزهای آلوده به ۶۸ روز اعلام شد. آلودگی هوا اثرات جدی به سلامت تن و روان شهروندان دارد. از اثرات آلودگی هوا افزایش اشعه زیانبار فرابنفش است که موجب افزایش سرطان پوست می‌گردد.
در چند دهه اخیر ابتلا به سرطان در اراک رشد چشمگیری داشته‌است. آمارها نشان می‌دهد سرطان ریه، مثانه و تیروئید سه سرطانی هستند که مبتلایان به آن‌ها در اراک بیشتر از میانگین کشوری بوده و سن ابتلا به بیماری سرطان در اراک به سه سال کاهش یافته‌است.تقریباً هر ساله ۱۵۰۰ نفر به جمع مبتلایان سرطانی این شهر افزوده می‌شود. بر اساس آمار انجمن خیریه حمایت از بیماران سرطانی، استان مرکزی در ابتلای سرطان مردان رتبه اول و در زنان رتبه چهارم را دارد.
همچنین طبق آمار غیررسمی اراک بیشترین بیماران ام‌اس را بعد از اصفهان دارد.
این موارد باعث شد تا جمعی از مردم شهر به بی‌توجهی به وضعیت زیست‌محیطی شهر دست به اعتراض بزنند. در این اعتراضات شهروندان پلاکاردهایی با عنوان می‌خواهم زنده بمانم، همه در معرض ابتلا به سرطان هستیم، اراک نفس می‌خواهد، مسوولین محترم سلامت و طول عمر کودکان این شهر در گرو عملکرد امروز شماست، همراه شو همشهری ما نفس می‌خواهیم، من رؤیایی دارم سرطان سهم من نیست، دادستان محترم اراک ما خواستار برخورد «قاطعانه» شما با معضل آلایندگی کارخانه آلومینیوم‌سازی اراک هستیم، کویر میقان زیبای اراک دارد می‌میرد و ریزگردهایش مردم اراک را نیز می‌کشد و آسمان پر ستاره‌ام آرزوست و غیره در دست داشتند.

## انتقادات و خواسته‌ها
از جمله انتقادهای معترضان به مسئولین، عدم ارائه آمار دقیق از بیماران سرطانی و مبتلایان به ام‌اس و بی‌تفاوتی مسئولین، عملکرد ضعیف صدا و سیما در انعکاس آلودگی هوای شهر، عدم اجرای طرح جامع کاهش آلودگی هوا، نگاه سیاسی مسئولین به تجمعات زیست‌محیطی، عدم توجه به توسعه فضای سبز در شهر بود.
مهمترین خواسته معترضان و تسریع عملکرد مسئولین امر جهت رسیدگی به وضعیت آلودگی هوای کلان‌شهر اراک بود. آن‌ها خواستار توقف برداشت سولفات سدیم از کویر میقان، افزایش میزان فضای سبز شهری، توجه به وضعیت بیماران سرطانی و نظارت بر کارخانه‌های آلوده‌کننده هوای شهر شدند.

## واکنش‌ها
- پس از ۹ هفته سکوت مسئولین (از تاریخ خرداد ۱۳۹۲)، فرماندار اراک در جمع معترضین حضور پیدا کرد و از آن‌ها خواست تا در ساختمان فرمانداری برای گفتگو حضور پیدا کنند. فرماندار اراک در ابتدای این نشست گفت[۴]: «قبول داریم که شهر اراک به واسطهٔ صنایع، ریزگردهای ناخوانده، کویر میقان و خودروها آلوده‌است و آمادهٔ شنیدن هر پیشنهادی از سوی مردم برای اصلاح امور آب و هوای اراک هستیم و بنا داریم با استمرار این جلسات نظرات سازنده را جمع‌آوری و اجرا کنیم.»
- اما پس از این دیدار نیز تجمع‌ها ادامه پیدا کرد و منجر به واکنش عبدالرضا رحمانی فضلی وزیر کشور دولت روحانی شد. او پس از آنکه استاندار جدید استان مرکزی را تعیین کرد، از طرح ویژه دولت برای رفع معضل آلودگی هوای اراک با همکاری کارشناسان و استاندار جدید خبر داد.[۶]

وی در خصوص تجمعات اعتراض‌آمیز مردم اراک در خصوص آلودگی هوا، گفت: «موضوع آلودگی موضوع امروز و دیروز نیست و با تجمع نیز حل نمی‌شود. دولت به دنبال این است که با بررسی کارشناسی و همه‌جانبه این امر را در دستور کار خود بگذارد و حل کند.» این در حالی است که طرح جامع کاهش آلودگی هوا به‌طور کامل اجرا نشده‌است. مهم‌ترین دلیل اجرا نشدن این طرح بعد از گذشت ۶ سال این است که در لایحه بودجه هیچ گونه ضمانت اجرایی برای به عمل نشستن مصوبات وجود ندارد. از اعتبار ۳۰۰ میلیارد ریالی طرح جامع کاهش آلودگی هوای اراک فقط ۲۵ میلیارد تومان اختصاص یافته‌است.
- علاوه بر این، معصومه ابتکار رئیس سازمان حفاظت محیط زیست دولت یازدهم نیز هم پیش از آنکه به استان خوزستان سفر کند، برای رسیدگی به درخواست مردم اراک و موضوع آلودگی رهسپار این شهر شد.[۶] وی از تجمعات آرام مردم اراک برای رساندن اعتراضات خود تشکر کرد.[۱۷] وی در این سفر یک‌روزه در کار گروه کاهش آلایندگی هوای شهر اراک، جلسه کارگروه تالاب میقان و نشست مشترک با سمن‌ها (سازمان‌های مردم‌نهاد)، بازدید از تالاب میقان و نشست خبری حاضر شد.[۱۸]
- در مهر ۱۳۹۲، شهرداری اراک در اقدامی به موجب برهم‌زدن اعتراضات مردمی، تلاش کرد تا با انجام عملیات نوسازی بر روی سنگ‌فرش محل همیشگی تجمع و ایجاد حصار جهت عدم ورود مردم، مانع از برپایی هفتگی تجمع شود که ناکام ماند.[۱۹]

- شرکت ملی گاز استان مرکزی در اواخر آبان ۱۳۹۲ اقدام به شروع عملیات احداث خطوط لوله گاز به کوره‌های آجرپزی منطقه مرزیجران نمود که با این اقدام، مابقی کوره‌های آجرپزی این منطقه که از سوخت‌های مایع جهت کوره‌ها استفاده می‌کردند، می‌توانند از شبکه گاز شهر اراک نیاز خود را برطرف کنند. این عملیات کلنگ‌زنی توسط محمدحسین مقیمی، استاندار وقت اراک انجام شد. از جزئیات این طرح می‌توان به احداث ۱۲ کیلومتر خط لوله گاز و احداث دو ایستگاه تقلیل فشار گاز در این مسیر اشاره کرد که با هزینه‌ای بالغ بر ۳٫۵ میلیارد قابل انجام است.[۲۰]